# 墨爾本山

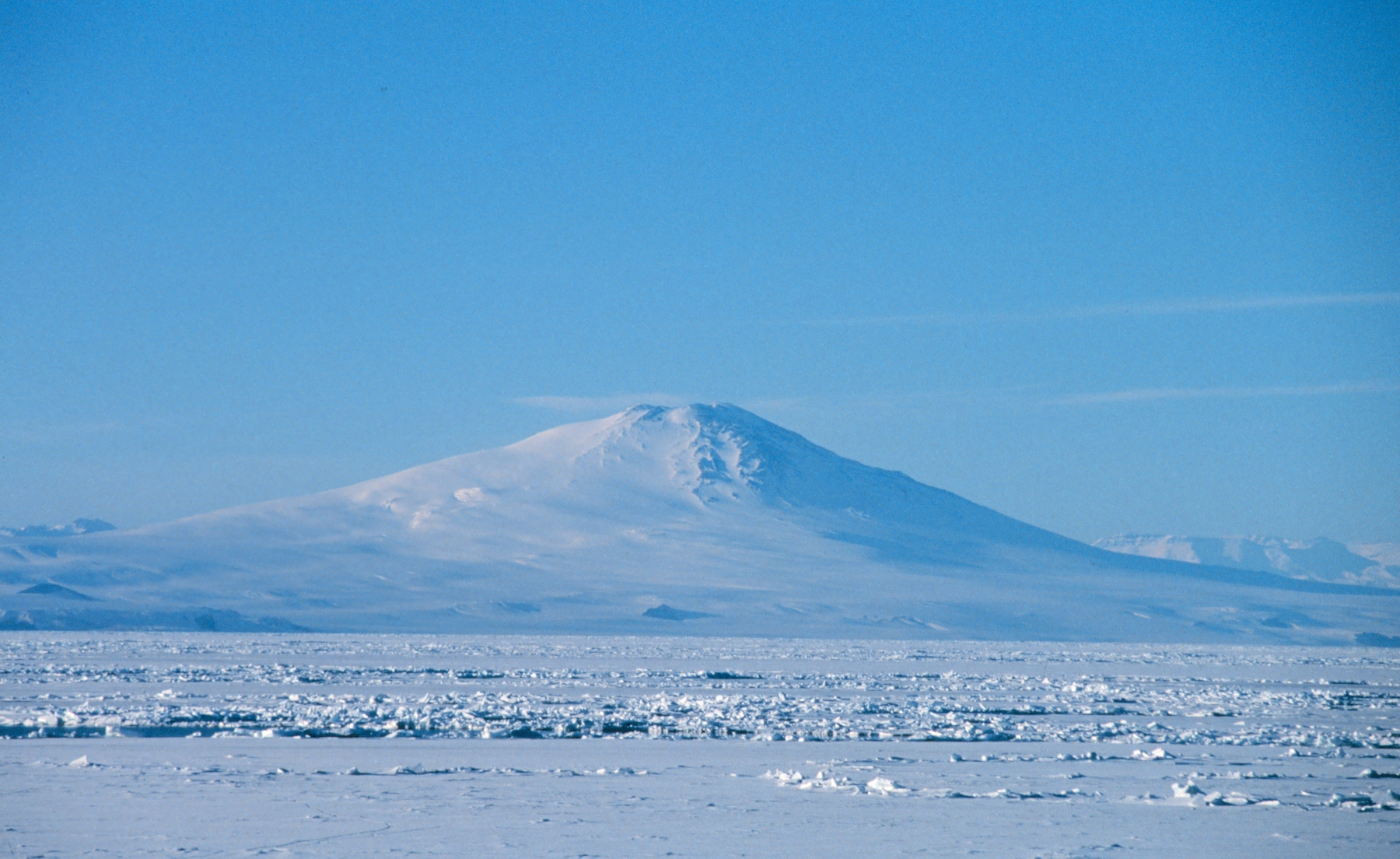

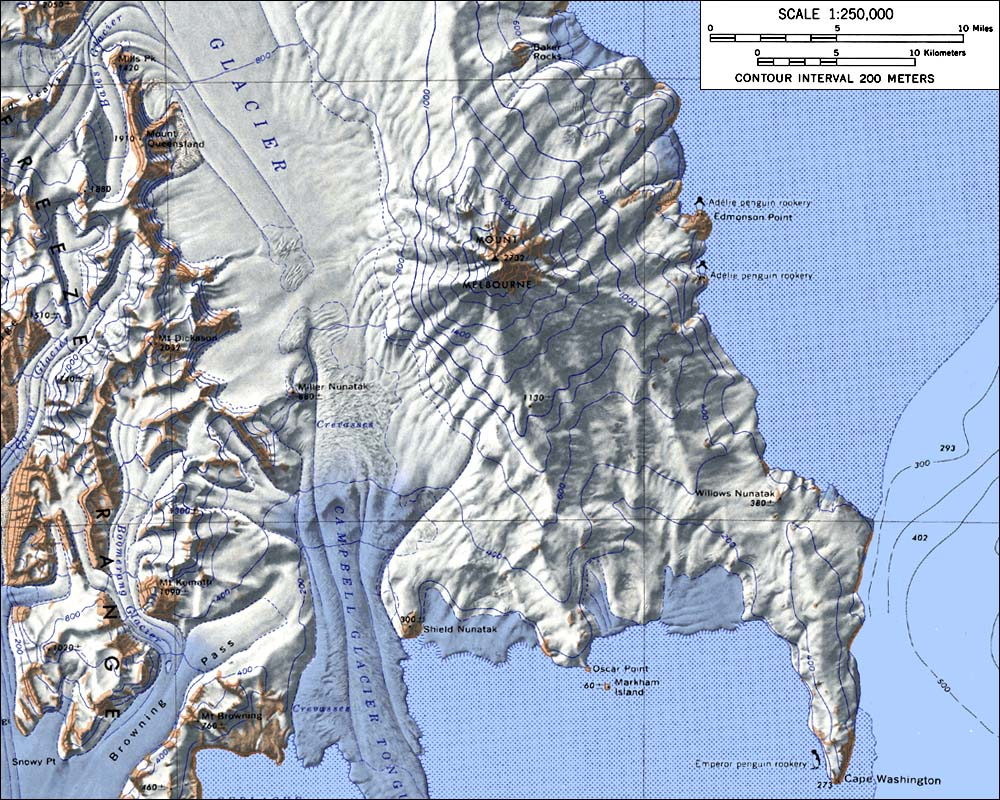

墨爾本山是南極洲的火山，海拔高度2,730米，該火山在1841年被英國探險家詹姆斯·克拉克·羅斯發現，以時任首相墨爾本子爵命名，最近一次火山噴發在1750年發生。

## 外部連結
- "Mount Melbourne, Antarctica" on Peakbagger （页面存档备份，存于）